# Dulcis Iesu memoria
Dulcis Iesu memoria o Iesu, dulcis memoria è un inno della liturgia cattolica. Tradizionalmente è attribuito a san Bernardo, ma studi più recenti hanno proposto come autore Stephen Langton o un autore cistercense della fine del XII secolo. Viene utilizzato alle Lodi della festa della Trasfigurazione del Signore. Il testo ha diverse versioni: quella impiegata nella liturgia si trova nel Liber Hymnarius a cura dei monaci dell'abbazia di Solesmes.

## Testo originale
Dulcis Iesu memoria,

dans vera cordi gaudia,

sed super mel et omnia

eius dulcis praesentia.
Nil canitur suavius,

auditur nil iucundius,

nil cogitatur dulcius,

quam Iesus Dei Filius.
Iesu, dulcedo cordium

Fons veri, lumen mentium,

excedis omne gaudium

et omne desiderium.
Quando cor nostrum visitas,

tunc lucet ei veritas,

mundi vilescit vanitas

et intus fervet caritas.
Da nobis largus veniam,

amoris tui copiam;

da nobis per praesentiam

tuam videre gloriam.
Laudes tibi nos pangimus,

dilectus es qui filius,

quem Patris atque Spiritus

splendor revelat inclitus. Amen.